# Zingerona
Zingerona, también llamado vanillylacetone, es considerado por algunos como un componente clave de la acidez de jengibre, pero imparte el sabor "dulce" del jengibre cocido. La zingerona es un sólido cristalino que es escasamente soluble en agua y soluble en éter. Cuando se sintetiza y se prueba no tiene ningún sabor picante, lo que sugiere que es más probable que la zingerona sea un producto de descomposición, en lugar de la fuente directa de, el sabor picante del jengibre. , pág. 280 </ref>
La zingerona es similar en estructura química a otras sustancias químicas aromatizantes como vainillina y eugenol. Se utiliza como aditivo de sabor en aceites de especias y en perfumería para introducir aromas picantes.
El jengibre fresco no contiene zingerona, pero se produce al cocinar o secar la raíz de jengibre, lo que provoca una reacción aldol inverso en gingerol.
La zingerona es reconocida como un eliminador de radicales libres particularmente eficiente. Es capaz de eliminar y degradar radicales libres y especies reactivas de oxígeno en el cuerpo, e inhibe las enzimas involucradas en la generación de estas especies reactivas de oxígeno.